# José García Coronel
José García Coronel (Guayaquil, Ecuador; 13 de abril de 1997) es un futbolista ecuatoriano. Juega de centrocampista y su equipo actual es el Everest de la Segunda Categoría de Ecuador.

## Trayectoria
José se inició en las divisiones menores de Barcelona Sporting Club, empezó desde la sub-16, hasta que en el 2015 debutó en las mayores, para el siguiente año fue contratado por Guayaquil Sport y seis meses después por Delfín Sporting Club.
En la temporada 2019 militó en el Manta Fútbol Club, pero para el 2020 regresó al Delfín.

## Clubes
| Club            | País    | Año       |
| --------------- | ------- | --------- |
| Barcelona S. C. | Ecuador | 2014-2015 |
| Guayaquil Sport | Ecuador | 2016      |
| Delfín S. C.    | Ecuador | 2016-2018 |
| Manta F. C.     | Ecuador | 2019-2022 |
| Búhos ULVR      | Ecuador | 2023      |
| Everest         | Ecuador | 2023-act. |